# خروج (فیلم ۱۳۹۸)
خروج فیلمی محصول ۱۳۹۸ در ایران به نویسندگی و کارگردانی ابراهیم حاتمی‌کیا و تهیه‌کنندگی حبیب‌الله والی‌نژاد است. این فیلم با تصمیم عوامل و با توجه به همه‌گیری ویروس کرونا، به عنوان اولین فیلم در تاریخ سینمای ایران به صورت آنلاین از تاریخ ۲۴ فروردین ۱۳۹۹ اکران شد.

## خلاصهٔ داستان
این فیلم داستان گروهی از کشاورزان روستایی را روایت می‌کند که شرکت سهامی آب، هنگام تخلیهٔ سد آب شور به اشتباه آب را روانهٔ زمین‌های کشاورزی آن‌ها می‌کند و باعث خرابی تمامی محصولات آن‌ها می‌گردد. آن‌ها پس از آن که از طریق مسئولان سد، دهیار، بخشدار و امام جمعه موفق به حل مشکل‌شان نمی‌شوند، تصمیم می‌گیرند که نزد رئیس‌جمهور بروند و مشکل‌شان را با او در میان بگذارند. این گروه با تراکتور از روستای خود به سمت تهران عازم می‌شوند و طولی نمی‌کشد که خبر سفر آن‌ها در تمام رسانه‌ها پخش می‌شود و این موضوع باعث ایجاد محبوبیت و مشکلاتی برای آن‌ها می‌گردد.

## بازیگران
- فرامرز قریبیان
- پانته‌آ پناهی‌ها
- جهانگیر الماسی
- سام قریبیان
- کامبیز دیرباز
- گیتی قاسمی
- محمدرضا شریفی‌نیا
- محمد فیلی
- مهدی فقیه
- رامین پورایمان
- آتش تقی‌پور
- اکبر رحمتی
- حمید ابراهیمی
- بیژن بنفشه‌خواه
- احسان شیخی
- علیرضا حق‌شناس
- ابتسام بغلانی
- محسن صادقی نسب
- مهسان خداکرمی

## مراحل تولید

### شکل‌گیری ایده تولید
ابراهیم حاتمی‌کیا پس از ساخت فیلمی به نام گزارش یک جشن (۱۳۸۹)، ایدهٔ ساخت فیلمی با مضمون «اعتراض مردمی به حاکمان» را در سر داشت. اما در طول یک دهه، داستان مناسبی برای این ایده پیدا نکرده بود تا این که در دی‌ماه ۱۳۹۷ به طرح دلخواهش دست پیدا کرد. طی این یک دهه، او مدام روی طرح کار کرده بود؛ پس از این که گروه تحقیق دربارهٔ یک طرح جذاب مستند به نتیجه‌ای نرسیدند، به سراغ ایده‌های تاریخی نیز رفتند. در این سال‌ها، گفتگوهایی با جامعه‌شناسان معترض و فعالان سیاسی چپ و راست نیز انجام شد تا زمینه‌های اعتراض هم مشخص شود. در کنار این اقدامات، چند فیلم‌نامه‌نویس جوان نیز به مجموعه اضافه شدند؛ اما هیچ‌کدام از طرح‌های پیشنهادی مورد تأیید حاتمی‌کیا قرار نگرفت.

### پیش‌تولید
پاییز ۱۳۹۷، یکی از اعضای گروه، فایلی صوتی را برای حاتمی‌کیا فرستاد که شرح یک اتفاق در یک شهر کوچک ایران بود و این ماجرا مورد توجه حاتمی‌کیا قرار گرفت. گروه او، تحقیق روی ماجرا را از همان زمان شروع کردند و با بیش از ۳۰ نفر از افراد مرتبط با آن واقعه مصاحبه کردند. سرانجام حاتمی‌کیا نگارش فیلم‌نامهٔ خروج را در زمستان ۱۳۹۷ آغاز کرد.

### تولید
فیلم‌برداری خروج از یکی از روستاهای شهرستان گچساران شروع شده و در قم به پایان رسید. ویژگی متمایز مراحل تولید خروج در مقایسه با فیلم‌های دیگر حاتمی‌کیا، در شیوهٔ انتخاب بازیگران است. بازیگران این فیلم از بین افرادی انتخاب شده‌اند که طی سال‌های منتهی به تولید خروج، کمتر روی پرده سینما دیده شده بودند. سن و سال حدود ۱۲ نفر از این بازیگران، حداقل بالای ۶۰ سال بود. از طرفی، یکی از اجزای اصلی این فیلم، تراکتورسواری بود که چالش استفاده از تراکتور در گرمای بالای ۵۰ درجه و رطوبت بالا برای این بازیگران مسن، فیلم سختی به وجود آورد. یکی دیگر از مشکلات ساخت فیلم، عدم اجازهٔ ضبط صحنه‌های مربوط به حرم فاطمه معصومه بود و گروه تولید مجبور به تغییر لوکیشن شد. از نظر صداگذاری، خروج یک فیلم پر از صداست. چون در آن تراکتور، کامیون و جاده وجود دارد که فضاهای صوتی زیادی ایجاد می‌کنند؛ بنابراین در فضاسازی‌های فیلم، سکوت‌هایی نیز حاکم می‌شود تا ذهن بیننده، در کل مدت نمایش فیلم، آزار نبیند. خروج دارای ۴۸۰ نما است و بیش از ۵۰ دقیقه از مدت زمان فیلم دارای جلوه‌های بصری است. کار جلوه‌های بصری، از ۱۵ آبان با حضور ۱۵ کارشناس آغاز شد و در ۵ دی به پایان رسید.

## موسیقی متن
موسیقی متن فیلم ساختهٔ کارن همایون‌فر است که پیش از این فیلم، با حاتمی‌کیا در ساخت مجموعه تلویزیونی حلقه سبز (۱۳۸۵–۱۳۸۴) و فیلم‌های بادیگارد (۱۳۹۴) و به وقت شام (۱۳۹۶) همکاری کرده بود.
به گفتهٔ محمد عنبرسوز، آنچه در خروج به شدت توجه‌ها را جلب می‌کند، موسیقیِ درجهٔ یک و حماسی همایون‌فر است که کاملاً روی اثر نشسته و کمک شایانی به جذابیت روایت کرده است.

## نمایش
خروج برای نخستین بار در روز اول سی و هشتمین جشنواره فیلم فجر به نمایش درآمد.

## اکران آنلاین برای اولین بار در ایران
پس از شیوع کرونا در ایران و تعطیلی سینماها در سراسر کشور، سازندگان فیلم خروج تصمیم گرفتند تا برای اولین بار در ایران، فیلم خروج را پیش از نمایش عمومی در سینماها و در دوران قرنطینه خانگی به صورت اینترنتی اکران کنند؛ بنابراین خروج اولین فیلمی است که به صورت اینترنتی از یکشنبه ۲۴ فروردین ۱۳۹۹ به صورت آنلاین نمایش داده می‌شود.

## آمار فروش و تعداد بیننده
باتوجه به گزارش فیلیمو و نماوا فیلم خروج در اکران آنلاین، یک میلیارد تومان فروخته است. بنا بر گزارش‌ها، ۸۴ هزار و چهارصد بلیت برای اکران خروج به فروش رفته است. با توجه به دسترسی شش ساعته به فیلم برای خریداران، امکان تماشای خانگی با خرید یک بلیت و اینکه در شبکه نمایش خانگی هر بلیت با ۲/۵ بیننده برابر است، مجموع مخاطبین خروج ۲۱۱ هزار نفر برآورد شده است.

## جایزه‌ها
| سال  | جشنواره                      | بخش                         | نامزدی                 | نتیجه    | جایزه        | منبع   |
| ---- | ---------------------------- | --------------------------- | ---------------------- | -------- | ------------ | ------ |
| ۱۳۹۸ | سی و هشتمین جشنواره فیلم فجر | بهترین بازیگر نقش اول مرد   | فرامرز قریبیان         | نامزدشده | سیمرغ بلورین | [ ۱۴ ] |
| ۱۳۹۸ | سی و هشتمین جشنواره فیلم فجر | بهترین صدابرداری و صداگذاری | امیر نوبخت و آرش قاسمی | نامزدشده | سیمرغ بلورین | [ ۱۴ ] |
| ۱۳۹۸ | سی و هشتمین جشنواره فیلم فجر | بهترین طراحی لباس           | مارال جیرانی           | نامزدشده | سیمرغ بلورین | [ ۱۴ ] |
| ۱۳۹۸ | سی و هشتمین جشنواره فیلم فجر | بهترین چهره‌پردازی           | مهرداد میرکیانی        | برنده    | سیمرغ بلورین | [ ۱۴ ] |
| ۱۳۹۸ | سی و هشتمین جشنواره فیلم فجر | بهترین جلوه‌های ویژه بصری    | محمد برادران           | برنده    | سیمرغ بلورین | [ ۱۴ ] |
| ۱۳۹۹ | سی و نهمین جشنواره فیلم فجر  | بهترین پوستر                | محمد شکیبا             | نامزدشده | سیمرغ بلورین | [ ۱۵ ] |
| ۱۳۹۹ | بیستمین جشن حافظ             | بهترین بازیگر مرد           | فرامرز قریبیان         | نامزدشده | تندیس حافظ   | [ ۱۶ ] |

## نقد
اکران فیلم در جشنواره فجر با واکنش‌های مختلفی از سوی مردم و منتقدان روبرو شد. به گزارش احمد رنجبر در اواسط جشنواره، بازی فرامرز قریبیان فصل مشترک تمجیدها بود ولی بر سر کیفیت فیلم، اتفاق نظر وجود نداشت. به عنوان مثال، جبار آذین، خروج را فیلمی کم‌اهمیت از یک سینماگر بااهمیت و با بازیِ درجهٔ یک فرامرز قریبیان یاد کرد. در نقطهٔ مقابل، محمدتقی فهیم، خروج را فیلمی در قوارهٔ حاتمی‌کیا می‌داند؛ نه آنچه برخی‌ها از حاتمی‌کیا انتظار دارند.

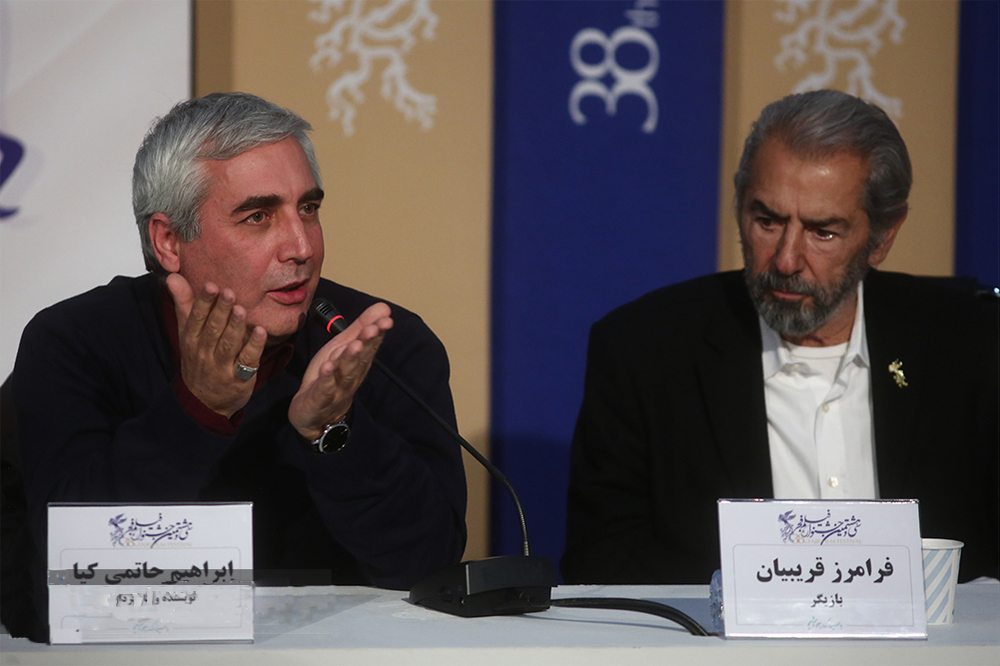
فرامرز قریبیان و ابراهیم حاتمی‌کیا در نشست خبری سی و هشتمین جشنواره فیلم فجر

کلیشه‌ها و بن‌مایه‌های ثابت آثار حاتمی‌کیا مانند احساسات‌گرایی، به‌خصوص تک‌گویی‌های غلو شدهٔ قهرمانانش، رابطهٔ مخدوش بین نسل‌ها و رابطهٔ پینگ‌پُنگی بین قهرمان و ضدقهرمان در خروج تکرار نشده و پایان‌بندی خروج نیز مشابه آثار پیشین حاتمی‌کیا نیست. به گفتهٔ میلاد جلیل‌زاده، چنین تفاوتی نه از سر میل فیلم‌ساز به آزمایش کردن قالب‌های جدید، بلکه به‌دلیل دگردیسی و تحولات روزآمد فُرمی به وجود آمده است. با این حال، سید محسن عبداللهی می‌نویسد که با فیلمی متفاوت از حاتمی‌کیا روبرو نیستیم و خروج، ادامه‌ای است منطقی در روند فیلم‌سازی کسی که همواره سعی کرده همگام با اتفاقات جامعه حرکت کند و در زمان حاضر زندگی کند. خروج داستان سفر جاده‌ای کشاورزان یکی از روستاهایی است که کیلومترها از تهران و مسئولان پایتخت‌نشینش دور افتاده‌اند و شروع یک دوئل بین حاشیه و مرکز. قهرمان خروج به شکل پیش‌فرض، مخالف قواعد حافظان وضع موجود است و حاتمی‌کیا بیش از آن که بخواهد در مورد چیستی این اعتراض صحبت کند، دوربینش را گرفتار دوئلی کرده که آرام‌آرام یک طرفش کشاورزان هستند و سمت دیگرش مرکز نشین‌های برخوردار از منافع قدرت. کشاورزان خروج، نمایندهٔ محذوفان و بیرون ماندگان از قدرت هستند که به دیده نشدن و شنیده نشدن اعتراض دارند.
خسرو نقیبی خروج را صاحب قهرمانی کاریزماتیک، شبیه قهرمان‌های وسترن و افتتاحیه‌ای باشکوه می‌داند. وی می‌نویسد جاه‌طلبی‌های تکنیکی حاتمی‌کیا همچون سه‌گانهٔ اکشن خود — چ (۱۳۹۲)، بادیگارد (۱۳۹۴) و به وقت شام (۱۳۹۶) — در خروج نیز مشاهده می‌شود. او معتقد است که حاتمی‌کیا داستان‌های به مراتب لاغرتر از خروج را توانسته به مدد بازی‌های درخشان و اتمسفر صحنه، تبدیل به اثری تماشایی کند. اما در خروج، بازیگران نقش‌های فرعی به این روند ضربه می‌زنند. خروج سکانس‌ها و دیالوگ‌هایی دارد که از بهترین سکانس‌ها و دیالوگ‌های تمام سال‌های فیلم‌سازی حاتمی‌کیاست و در مقابل، سکانس‌هایی نیز دارد که از کلاس کارگردانی ابراهیم حاتمی‌کیا بسیار فاصله دارند. وی در مجموع، خروج را فیلمی مهم در کارنامهٔ این فیلم‌ساز می‌داند که میزان خشم و افت‌وخیزش یادآور موج مرده (۱۳۷۹) است. امیر ابیلی نیز تمام قدرت خروج را در اجرا، کارگردانی و بازی نقش اول، و ضعف‌های آن را نیز در فیلم‌نامه و بازی‌های فرعی می‌داند. یزدان سلحشور خروج را فیلمی می‌داند که پُر از بازی‌های بد، ازدحام موسیقیِ نابجا، احساسات‌گرایی توده‌ای و شعارهایی است که به جای خرده‌روایت‌های فیلم نشسته‌اند. مهرزاد دانش خروج را ملغمه‌ای پوپولیستی از شعار و خطابه می‌داند. به گفتهٔ محمد عنبرسوز، خروج با قاب‌های حیرت‌انگیزی آغاز می‌شود و زیبایی‌های بصری در فیلم‌برداری، قاب‌بندی، هدایت دوربین، طراحی صحنه و حتی جلوه‌های بصری دلنشین، حسابی مخاطب را سر ذوق می‌آورد ولی بزرگ‌ترین اشکال فیلم، مضمون‌زدگی و تلاش اغراق‌شدهٔ فیلم‌ساز برای نمادسازی ایدئولوژیک از همه چیز است. حمید خرمی می‌نویسد که حاتمی‌کیا در خروج، از لحن حماسی فیلم‌های قبلی خود فاصله گرفته و مطالبه‌گری مردمی و عدالت‌خواهی را دنبال کرده است که شاید برای کارگردانی همچون او که ذاتاً آرمان‌گرا است، ساخت چنین اثری قابل قبول و دفاع نباشد. اثری که بسیار ساده و احیاناً فانتزی است و انتظاراتی در سطح فیلم به‌وقت شام را اساساً نمی‌تواند محقق کند. اسدالله غلامعلی نیز معتقد است خروج مهر تأییدی بر دانش و دقت حاتمی‌کیا در زمینه میزانسن و توجه به سینما است. اما همین اندازه دقت در فیلم‌نامه و ساختار روایی فیلم وجود ندارد.
سعید مستغاثی معتقد است که درون‌مایهٔ خروج، اعتراض منطقی، آرام و متین است و در مقابل تئوری شورشِ جوکر (تاد فیلیپس، ۲۰۱۹) قرار می‌گیرد.

### گونه
به نوشتهٔ پرویز جاهد، هرچند که خروج، عناصری از ژانرهای وسترن، دهقانی و جاده‌ای را در خود دارد ولی فیلم ژانر نیست. نشانه‌هایی از فیلم‌های جاده‌ایِ داستان استریت (دیوید لینچ، ۱۹۹۹) و شوگرلند اکسپرس (استیون اسپیلبرگ، ۱۹۷۴)، فیلم وسترن نابخشوده (کلینت ایستوود، ۱۹۹۲) و فیلم‌های دهقانی زنده‌باد زاپاتا! (الیا کازان، ۱۹۵۲) و خوشه‌های خشم (جان فورد، ۱۹۴۰) در خروج وجود دارد. اما خروج بیش از همه یادآور ژانر فیلم‌های رئالیسم سوسیالیستی و فیلم‌های ملی-میهنی اتحاد جماهیر شوروی است. در این ژانر، فرد اهمیتی ندارد، قهرمان، فرد نیست؛ بلکه جمع و توده است و فرد باید قربانی شود یا نادیده گرفته شود. اگرچه حاتمی کیا، کاملاً در محدوده این ژانر عمل نمی‌کند، اما حرکت کلی فیلم او در این جهت است.
تا پیش از خروج، تنها وسترن ایرانی را می‌شد روزی روزگاری دانست که فیلم حاتمی‌کیا به رغم تفاوت‌های زمان روایت آن با سریال امرالله احمدجو، شباهت‌های مشخصی به سلف خود دارد. به گفتهٔ علی زادمهر، خروج یک فیلم جاده‌ای است که بیننده را به یاد فیلم‌هایی همچون دیده‌بان (۱۳۶۷) و آژانس شیشه‌ای (۱۳۷۶) می‌اندازد و همان نشانه‌ها را یادآوری می‌کند. اگر در دیده‌بان، شخصیت اصلی به دنبال ارتباط خط کمین با نیروهای خودی است که دشمن آن را قطع کرده و برای این کار مسیر طولانی را پیاده می‌رود، این بار شخصیت «رحمت»، مسیر طولانی را با تراکتور می‌رود تا صدای مردم را به رئیس‌جمهور برساند. و نیز اگر در آژانس شیشه‌ای، شخصیت «عباس» قبل از جنگ، زمین داشت و به جنگ رفت و زمانی که برگشت تراکتور نداشت؛ امروز «رحمت» قهرمان خروج، هم پسر خود را برای کشور اهدا کرده و هم زمینش را از دست داده است و دیگر تراکتور هم به درد او نمی‌خورد.

### شخصیت‌پردازی
فرامرز قریبیان با سکوت و بازی زیرپوستی خود، تصویری از یک قهرمانِ تنها اما آرمان‌گرا را به تصویر می‌کشد. قهرمانی که از جنس حاج کاظم در آژانس شیشه‌ای بوده و حالا برای گرفتن حق هم‌نسلان خود، خروج کرده است. اما قهرمانِ حاتمی‌کیا، این بار آرام است و بدون فریاد، دنبال حق می‌گردد. رحمت به‌عنوان قهرمان و شخصیت محوری فیلم، آدم موجهی است و انگیزه محکمی برای به پا خاستن و حرکت علیه ظلم دارد. چهرهٔ دهقانی، رنج‌کشیده و کاریزماتیک او، همدلی تماشاگر را برمی‌انگیزد. به نوشتهٔ پرویز جاهد، رحمت همانند شمایل‌های فیلم‌های وسترن، تنها، مغرور و خاموش است و فرامرز قریبیان نیز به بهترین شکل، او را تصویر کرده که کله‌شقی و سماجت او و تصمیمش برای سفر به تهران با تراکتور، یادآور داستان استریت است. آرش خوشخو، بازی قریبیان را پیراسته‌شده، کنترل‌شده و مؤثر می‌داند. وی معتقد است قریبیان در این فیلم، به کمال فنی و قلهٔ دوران هنرپیشگی‌اش رسید. به تعبیر میلاد جلیل‌زاده، حاتمی‌کیا به جای کنترل باقی بازیگرانش، تمام توانی که داشته را روی بازی گرفتن از فرامرز قریبیان متمرکز کرده است. پرویز جاهد معتقد است که حاتمی‌کیا به‌جای تمرکز روی این شخصیت و قرار دادن او در مرکز درام روستایی‌اش، با درگیر شدن در ماجراها و شیرین‌کاری‌های آدم‌های فرعی داستان، سقوط فیلمش را رقم زده است. اگر حاتمی‌کیا، به جای راه انداختن کارناوال کشاورزان در جاده و ساختن صحنه‌هایی شلوغ، شلخته و آشفته، وسواس بیشتری در پرداخت سینمایی فیلمش به خرج می‌داد، می‌توانست یکی از بهترین فیلم‌های حماسی و دهقانی سینمای ایران را بسازد. حمیدرضا کاظمی‌پور می‌نویسد که شخصیت‌های فیلم بیشتر از آن که جدی و دغدغه‌مند باشند، در حد تیپ باقی مانده‌اند و حرف جدی فیلم به دلیل پرداخت ضعیف شخصیت‌ها، بیشتر از آن که اعتراضی باشد به شوخی تبدیل شده است. با این وجود، یزدان سلحشور، بازی قریبیان را نیز نسبت به نقش مشابهی که او در پرونده (مهدی صباغ‌زاده، ۱۳۶۲) بازی کرده، دارای اُفت محسوسی می‌داند. به گفتهٔ بهزاد وفاخواه، خروج فیلمی به سبک آثار مسعود کیمیایی از «طغیانِ آدمِ کم‌حرف و عمل‌گرا» است که زور و ظلم را تاب نیاورده است. شباهت‌هایی هم بین شخصیت‌های این فیلم با شخصیت‌های ریو براوو (هاوارد هاکس، ۱۹۵۹) وجود دارد.

### تأثیر فناوری
از نکات قابل توجه در خروج، تأثیر شبکه‌های اجتماعی در روند داستان است. داستان در جایی اوج می‌گیرد که حتی قهرمانان سینمای حاتمی‌کیا نیز موبایل به دست می‌گیرند و سفر خود را با سازوکارهای فناورانه هماهنگ می‌کنند. آنچه الگوی سفرِ قهرمان را تعیین می‌کند نه فقط قصد او به سفر، بلکه تصویری است که از سفر او در قاب‌های کوچکِ گوشی‌های هوشمند ثبت شده و تماشا می‌شود. تصویری که پیوندش با خصلت ژورنالیستی، حتی جلوتر از مسافران این مسیر، مقصد را تحت‌الشعاع قرار می‌دهد.

## حاشیه‌ها
بیستمین فیلم بلند حاتمی‌کیا، با وجود آن که در سکوت خبری ساخته شد، همانند آثار پیشین او از ابتدای رونمایی با حاشیه‌های بسیاری همراه شد. علی زادمهر خبرنگار جام جم بر این باور است که حاتمی‌کیا در این فیلم تلاش دارد نشان بدهد که رئیسِ همه موفقیت‌ها و مشکلات در کشور، رئیس‌جمهور است و به صورت عمدی نیز با نشانه‌گذاری‌هایی می‌خواهد بگوید منظورش حسن روحانی، رئیس‌جمهور فعلی است. اما به صورت جدی به نقد او نمی‌پردازد؛ بلکه بیشتر به نقد اطرافیان رئیس‌جمهور و کارگزاران او از فرمانداران منطقه تا شناخته‌ترین مشاور او می‌پردازد و می‌خواهد نشان دهد این اطرافیان رئیس‌جمهور هستند که نمی‌خواهد صدای مردم به او برسد. لحن انتقادی فیلم نسبت به رئیس‌جمهور، به چالشی بزرگ برای آن تبدیل شده است. محمدرضا زائری سردبیر سابق همشهری ضمن تمجید از فیلم در نخستین روز جشنواره فیلم فجر، نسبت به تنگ‌نظری‌های احتمالی ابراز نگرانی کرد. در پنجمین روز جشنواره، مصطفی فقیهی صاحب امتیاز وبگاه خبری انتخاب، با انتقاد از شمایل اشرافی رئیس‌جمهور در این فیلم، خروج را یک بیانیهٔ سیاسی علیه حسن روحانی دانسته، متهم به «بی‌تدبیر خواندن نظام جمهوری اسلامی» کرده و دیالوگ دهه‌ات گذشته مربی! را خطاب به حاتمی‌کیا نوشت. دو روز بعد، حاتمی‌کیا واکنش‌های تندی در نشست خبری فیلم نشان داد و انتقادهای روزهای گذشته را «زبان بی‌حیایی» نامید. تنش بین او و خبرنگاران تا بدانجا پیش رفت که نظم نشست بهم خورد. در این نشست جنجالی، حسام‌الدین آشنا مشاور فرهنگی رئیس‌جمهور، علیرضا معزی معاون ارتباطات و اطلاع‌رسانی دفتر رئیس‌جمهور و صاحب امتیاز وبگاه خبری خبر آنلاین، و محمد قوچانی سردبیر سازندگی حضور داشتند که حضور این اشخاص، توجه رسانه‌ها را برانگیخت. آشنا پس از پایان نشست، دربارهٔ شباهت ظاهری مشاور رئیس‌جمهور در این فیلم به خودش گفت: «حاتمی‌کیا بزرگتر از این حرف‌هاست که به کسی طعنه بزند، من هم این موضوع را به خودم نگرفتم.» ایران پیش‌بینی‌ها دربارهٔ واکنش‌های احتمالی دولت به خروج را «شیطنت اهالی رسانه» عنوان کرد. با این حال، علیرضا معزی هم همانند مصطفی فقیهی، خروج را به سخنرانی‌های حسن عباسی و علی‌اکبر رائفی‌پور تشبیه کرد.
در ششمین روز جشنواره، هفت صبح از «آوار شدن حاشیه‌های فرامتن به شکلی ناجوانمردانه بر سر خروج» گزارش داد. همچنین مسعود داودی، مدیرمسئول و سردبیر بانی‌فیلم، از حجم کم‌سابقه‌ای از انتقادات نوشت که متوجه این فیلم و فیلمسازش شده است. به گفتهٔ داودی، نگاه‌های منفی به فیلم، از سوی منتقدان و کارشناسان هر دو جریان اصلی سیاسی ایران ابراز می‌شود. روزنامهٔ دولتی ایران، حاتمی‌کیا را «طلب‌کار از زمین و زمان» و تلویحاً در آستانهٔ «سقوط و پایان تاریخ مصرف» توصیف کرد. روزنامهٔ اصول‌گرای تهران تایمز، خروج را یک بیانیهٔ سیاسی علیه دولت روحانی خواند. وبگاه خبریِ اصول‌گرای مشرق‌نیوز، خروج را به دامن‌زدن به حاکمیت دوگانه در نظام سیاسی کشور متهم کرده و با انتقاد از کاستی‌های فیلم نوشت: «چه بسا هرکسی اگر دسترسی به پول هنگفتی داشته باشد و نسبت به نحوهٔ هزینه آن، مجبور به ارائهٔ پاسخ نباشد، دچار چنین عارضه‌ای شود.» روزنامهٔ اصلاح‌طلبِ اعتماد نیز داستان خروج را از حیث برداشت‌های سیاسی، مناقشه‌برانگیز خوانده و از کشاندن پای شخصیت‌های سیاسی به داستان انتقاد کرد؛ البته اعتماد از بی‌احترامی به حاتمی‌کیا هم انتقاد کرد.
یکی از پربحث‌ترین اتفاقات جشنواره فیلم فجر، کنار گذاشته‌شدن خروج از فرایند انتخاب سیمرغ بلورین بهترین فیلم از نگاه تماشاگران بود. حاتمی‌کیا این اتفاق را مهندسی آرا خواند که با واکنش ابراهیم داروغه‌زاده دبیر جشنواره روبرو شد. یکی دیگر از حاشیه‌های فراوان نشست خبری خروج در جشنواره، خداحافظی فرامرز قریبیان از سینما بود. او با گفتن جملهٔ «خروج بهترین کار من است»، از تصمیم خود برای اتمام دوران بازیگری خبر داد.

### یادکردها
1. ↑  «راهنمای تماشا…»،  ایران.
2. ↑  «۹ میلیارد تومان هزینه فیلم خروج». خبر آنلاین.
3. ↑  نیکونظر، «قصه اعتراض»، سازندگی.
4. ↑  نیکونظر، «قصه اعتراض»، سازندگی.
5. ↑  جعفری، «روایت وسترن ایرانی»، فرهیختگان.
6. ↑  جعفری، «روایت وسترن ایرانی»، فرهیختگان.
7. ↑  منصوری، «چالش‌های صوتی خروج»، خبرگزاری مهر.
8. ↑  جعفری، «روایت وسترن ایرانی»، فرهیختگان.
9. ↑  «همه فکر می‌کنند واقعی است»،  وطن امروز.
10. ↑  عنبرسوز، «مضمون‌زدگی»، مجله نقد فیلم‌گردی.
11. ↑  «راهنمای تماشا…»،  ایران.
12. ↑  «آغاز اکران اینترنتی خروج از ۲۴ فروردین». ایسنا.
13. ↑  «فیلم سینمایی خروج به فروش یک میلیارد تومان از اکران آنلاین رسید». زومجی.
14. ↑  کردلو، «سیمرغ کباب شد»، وطن امروز.
15. ↑  «نامزدهای بخش مسابقه تبلیغات سینمای ایران جشنواره فیلم فجر39 معرفی شدند». خبرگزاری مهر. ۲۲ بهمن ۱۳۹۹. دریافت‌شده در ۶ فوریه ۲۰۲۱.
16. ↑  منصوری، زهرا (۲۲ مرداد ۱۳۹۹). «اعلام نامزدهای بخش سینمای جشن حافظ». ش. ۴۹۹۶۹۳۴. مهر. دریافت‌شده در ۹ سپتامبر ۲۰۲۰.
17. ↑  رنجبر، «هفت قهرمان شاخص…»، هفت صبح.
18. ↑  «نقد توییت منتقدان…»،  خبرگزاری تسنیم.
19. ↑  ابیلی، «شورش مرد تنها»، فرهیختگان.
20. ↑  «کارهای سخت…»،  صبح نو.
21. ↑  جلیل‌زاده، «اعتراض به وقت حاتمی‌کیا»، فرهیختگان.
22. ↑  عبداللهی، «فیلمی برای امروز…»، بولتن‌نیوز.
23. ↑  احمدیان، «عصر جدید حاتمی‌کیا»، فرهیختگان.
24. ↑  نقیبی، «روزگار خشم»، ایران.
25. ↑  ابیلی، «شورش مرد تنها»، فرهیختگان.
26. ↑  سلحشور، «آیا ممکن است…»، سینماسینما.
27. ↑  «خروج بدترین فیلم حاتمی‌کیاست!»،  سلام نو.
28. ↑  عنبرسوز، «مضمون‌زدگی»، مجله نقد فیلم‌گردی.
29. ↑  خرمی، ««خروج» عدل‌آبادی‌ها…»، سینماپرس.
30. ↑  غلامعلی، «مگر تصویر…»، ایرنا.
31. ↑  مستغاثی، «خروج علیه جوکر»، کیهان.
32. ↑  جاهد، «زنده باد رحمت»، ایران.
33. ↑  جلیل‌زاده، «دوگانه کوفی و کربلایی»، مجله نقد فیلم‌گردی.
34. ↑  زادمهر، «عباس آژانس شیشه‌ای با تراکتور…»، جام جم.
35. ↑  سالمی، «روزگار قریبیان»، وطن امروز.
36. ↑  رنجبر، «هفت قهرمان شاخص…»، هفت صبح.
37. ↑  جاهد، «زنده باد رحمت»، ایران.
38. ↑  خوشخو، «قدرت در اوج»، هفت صبح.
39. ↑  جلیل‌زاده، «دوگانه کوفی و کربلایی»، مجله نقد فیلم‌گردی.
40. ↑  جاهد، «زنده باد رحمت»، ایران.
41. ↑  کاظمی‌پور، «در حد یک شوخی است»، ایرنا.
42. ↑  سلحشور، «آیا ممکن است…»، سینماسینما.
43. ↑  وفاخواه، «فیلمی از مسعود کیمیایی…»، بلاگ نماوا.
44. ↑  محمودی، «ورود به جهان جدید»، پیوست.
45. ↑  زادمهر، «عباس آژانس شیشه‌ای با تراکتور…»، جام جم.
46. ↑  «"خروج" ابراهیم حاتمی‌کیا؟!»،  فرارو.
47. ↑  فقیهی، «"خروج" یا "سقوط"؟»، انتخاب.
48. ↑  فرهادی، «یک نشست پر از حاشیه…»، ایسنا.
49. ↑  بقایی، «حاتمی‌کیا خشمگین شد…»، ایرنا.
50. ↑  «پرتنش‌ترین نشست خبری»،  خبرگزاری صداوسیما.
51. ↑  «خروج توفانی…»،  وطن امروز.
52. ↑  مفید، «دوره‌اش نگذشته است»، ایران.
53. ↑  «مشابه سخنان حسن عباسی»،  ایران آنلاین.
54. ↑  «روز ابراهیم، روز بلوا»،  هفت صبح.
55. ↑  داودی، «ابراهیم در آتش؟!»، وبگاه بانی‌فیلم.
56. ↑  ترابی، «سقوط»، ایران.
57. ↑  Aboutalebi, “political statement”, Tehran Times.
58. ↑  حمیدی، «بحران دوگانگی حاتمی‌کیا…»، مشرق‌نیوز.
59. ↑  رشیدی، ««خروج» حاتمی‌کیا از اوج»، مشرق‌نیوز.
60. ↑  «چهره‌های جشنواره»،  اعتماد.
61. ↑  عصرآزاد، «وقتی طلب‌کاری…»، اعتماد.
62. ↑  لطفی، «عادت نمی‌کنیم»، اعتماد.
63. ↑  ساغری، «ظاهراً جایی برای پیرمردها نیست»، اعتماد.
64. ↑  فرهادی، «یک نشست پر از حاشیه…»، ایسنا.
65. ↑  خدامی، «تکذیب ادعای حاتمی‌کیا…»، ایران.
66. ↑  زکی‌زاده، «خداحافظی قریبیان از بازیگری»، خبرگزاری صبا.